# Печка (горивна)
Печката за горива е уред, в който се изгарят твърди, течни или газообразни горива в закрито огнище. Използва се за отопление на затворени или полузатворени помещения, за готвене, както и за нагряване на различни битови предмети поставени върху или вътре в нея.

## Конструкция
Печките за твърдо гориво имат кухо тяло като в долната му част е поставена скара, през която постъпва въздухът. Имат отвори за подаване на гориво, за почистване, за въздух и отвеждаане на изгорелите газове към комина. Използваните в конструкцията на печката материали, като ламарина, чугун, огнеупорни тухли кахелни плочки акумулират част от топлината и я отдават по-бавно и равномерно. Обикновено КПД-то на печките е ниско: около 50%. При печки с постоянно горене КПД може да достигне 60-70%.

### Конструкция на печката на Франклин
Франклин като практичен човек, обръща внимание, че при същесвуващите по това време камини, голяма част от топлината се губи безполезно в комина. През 1741 г. той изобретява икономична печка, стените на която са изработени от чугун с голяма топлопроводимост. Тя е едновремено и огнище, в което изгаря горивото и радиатор като стените на печката затоплят помещението. Студеният въздух за горенето влиза отвън и постъпва отдолу през канал на пода. Ниската температура на постъпващия въздух води до усилване на тягата и по-ефективно изгаряне на горивото, без в същото време да се отнема от топлия въздух на помещението. Димът излиза през U-образен изход през пода. С тази конструкция Франклин намалява загубата на топлина, разхода на гориво и размерите на печката.

### Галерия
- Традиционна глинена печка в Сърбия, (в етнографски музей Белград, Сърбия)
- Печка в стил барок в Neues Schloss Schleißheim (Германия)
- Керамична плочка за печка с мотиви от Америка, от Южна Германия, около 1650-1700 г., Германски национален музей, Нюрнберг, Германия)
- Печка с керамички плочки в Екатеринински дворец (Санкт Петербург)
- Печка в стил рококо в банята на Мадам Дю Бари, в in the Версайския дворец (Франция)
- Неокласическа кахелна печка от началото на 19 век в Schloss Wolfshagen в район Прингниц Бранденбург, (Германия)
- Неокласическа печка декориране с гирлянди в Schloss Senftenberg, (Зенфтенберг, Германия)
- Неокласическа печка в Schloss Rosegg (Rosegg, Австрия)
- неоготическа печка в Нюрнбергски транспортен музей (Нюрнберг, Германия)
- неоренесансова кахелна печка в двореца Grafenegg (Австрия)
- Неоренесансова кахелна печка в Šustalova vila (Копършивнице, Чехия)
- Печка с глазирани в стил неорококо в (Лвов, Украйна)
- Плочка в стил ар нуво за печка в руска изложба „Стария Петербург“
- Средната част на печка в стил ар нуво в градска къща на средната класа в Букурещ